# Mount Henry
Il Monte Henry (in lingua inglese: Mount Henry) è un ripido picco roccioso alto 1.675 m e situato 4 miglia nautiche (7 km) a sudest del Mount Kyffin, sul fianco orientale del Ghiacciaio Beardmore nel Commonwealth Range, catena montuosa che fa parte dei Monti della Regina Maud, in Antartide.
Fu scoperto dalla Spedizione Nimrod (British Antarctic Expedition, 1907–09) guidata dall'esploratore polare britannico Ernest Shackleton. L'origine della denominazione non è nota. Si ipotizza che sia stato denominato in onore Henry Shackleton (1847-1920), padre dell'esploratore Ernest Shackleton che era a capo della spedizione britannica.